# Jan Mudra
Jan Mudra (* 22. ledna 1990, Plzeň) je český fotbalový záložník či obránce, od léta 2023 působící v týmu SK Petřín Plzeň. Je bývalým mládežnickým reprezentantem České republiky. Jeho postem je levý kraj obrany, střední obrana ale dokáže hrát i na pravé straně nebo v záložní řadě.

## Klubová kariéra
Je odchovanec Viktorie Plzeň. Do klubu přišel ve svých deseti letech z mužstva TJ Tlučná. Do prvního týmu Viktorky se propracoval před jarní částí sezony 2007/08. V dresu A-týmu nenastoupil k žádnému ligovému střetnutí, hrál pouze za rezervu.

### 1. SC Znojmo
V lednu 2012 odešel na hostování do klubu 1. SC Znojmo. V zimním přestupovém období ročníku 2012/13 do mužstva přestoupil a na jaře 2013 oslavil s týmem postup do nejvyšší soutěže. V následujícím ročníku se střelecky neprosadil, ale odehrál za klub všech 30 ligových utkání, ve kterých nechyběl na hřišti jedinou minutu. Tým po roce sestoupil zpět do druhé ligy. Celkem za Znojmo odehrál během celého svého působení 60 zápasů v první i druhé lize, ve kterých vstřelil dva góly.

### FC Slovan Liberec
V létě 2014 přestoupil do Slovanu Liberec, kde podepsal dvouletý kontrakt s následnou opcí. Se Slovanem Liberec v sezóně 2014/15 podstoupil boje o záchranu v 1. české lize, ta se zdařila. S týmem navíc vybojoval triumf v českém poháru.
S libercem se v sezoně 2015/16 představil v základní skupině Evropské ligy UEFA, kde bylo mužstvo nalosováno do skupiny G společně s týmy SC Braga (Portugalsko), Olympique de Marseille (Francie) a FC Groningen (Nizozemsko). Slovan skončil v konfrontaci s těmito celky na třetím místě a do jarní vyřazovací části nepostoupil. Mudra nastoupil v základní skupině pouze v odvetném střetnutí proti Braze. V dresu Liberce si připsal 23 ligových startů, branku nedal.

### 1. FK Příbram (hostování)
Před jarní částí ročníku 2015/16 odešel na půlroční hostování do mužstva 1. FK Příbram. Se Středočechy bojoval o záchranu, která se podařila. Během půl roku odehrál za Příbram všech 14 utkání v lize, gólově se neprosadil.

### FC Hradec Králové
V létě 2016 zamířil do týmu tehdejšího nováčka nejvyšší soutěže FC Hradec Králové, kde podepsal smlouvu na dva roky s následnou opcí.

#### Sezona 2016/17
V dresu Hradce Králové debutoval 31. 7. 2016 v ligovém utkání prvního kola na stadionu v Ďolíčku proti tamním Bohemians Praha 1905 (výhra 3:0), odehrál celý zápas. 20. 9. 2016 vstřelil ve 2. minutě jediný tudíž vítězný gól v zápase 3. kola českého poháru proti druholigovému FC Sellier & Bellot Vlašim. Hradec díky Mudrově trefě postoupil do osmifinále.

## Klubové statistiky
Aktuální k 14. červnu 2016
| Sezona  | Klub                  | Soutěž         | Zápasy | Góly |
| ------- | --------------------- | -------------- | ------ | ---- |
| 2007/08 | FC Viktoria Plzeň     | Gambrinus liga | 0      | 0    |
| 2008/09 | FC Viktoria Plzeň     | Gambrinus liga | 0      | 0    |
| 2009/10 | FC Viktoria Plzeň     | Gambrinus liga | 0      | 0    |
| 2010/11 | FC Viktoria Plzeň     | Gambrinus liga | 0      | 0    |
| 2011/12 | FC Viktoria Plzeň     | Gambrinus liga | 0      | 0    |
| 2011/12 | 1. SC Znojmo (host.)  | 2. liga        | 12     | 1    |
| 2012/13 | 1. SC Znojmo          | 2. liga        | 18     | 1    |
| 2013/14 | 1. SC Znojmo          | Gambrinus liga | 30     | 0    |
| 2014/15 | FC Slovan Liberec     | Synot liga     | 18     | 0    |
| 2015/16 | FC Slovan Liberec     | Synot liga     | 5      | 0    |
| 2015/16 | 1. FK Příbram (host.) | Synot liga     | 14     | 0    |

## Reprezentační kariéra
Jan Mudra je bývalý český mládežnický reprezentant. V letech 2007-2009 nastupoval za výběry do 18 a 19 let.